# Бенковски (Софийска област)
Вижте пояснителната страница за други значения на Бенковски.
Бенковски е село в Западна България. То се намира в община Мирково, Софийска област.

## География
Селото се намира в подножието на Средна гора, на територията на Златишко-пирдопската долина, между Стара планина на север и Средна гора на юг и седловините Козница и Гълъбец на изток и запад. Разположено е на около три километра от подбалканския път, първата отбивка вдясно след разклона за с. Мирково – общински център, в посока Петрич и Смолско. Самото село е в закътана котловина, под връх Локмата (832 м.).
Климатът е мек и здравословен. Мъглите са рядко явление, а снежната покривка е минимална. Дори през най-студения месец – януари, средната месечна температура в района е положителна.
В близост се срещат различни видове дивеч: зайци, сърни, лисици и други. По пътя за Смолско има рибарник. В околностите се поддържат насаждения от маслодайна роза и други етерични култури – специфичният климат благоприятства растежа на много билки. Отглеждат се картофи, лозя.
В околните гористи местности и по поляните има много ядивни гъби – от челядинки през май, до сърнели чак до първите слани.

## История
По турско време селото се е наричало Келаво Камарци. Името Бенковски е дадено след Освобождението, през 1897 година, но местните жители наричат селото си Бенково. Повечето от сегашните жители на селото са преселници от Македония.
Селището се намира в земи, за които се смята, че са обитавани повече от 6000 години. Наблизо е минавал древният път, свързващ Улпия Сердика и Улпия Траяна, като по него е имало 3 римски крепости – част от системата на прохода Траянови врата.
В землището на селото са ставали боеве през Руско-турската освободителна война, при които са загинали русите генерал Философов и генерал Каталей, както и много офицери и войници. Гробът на генералите се намира на 300 метра от селото.
В много от къщите на селото от години не е стъпвал човешки крак. Тенденция е обаче закупуването на къщи от жители на София и тяхното обновяване. Много от възрастните жители, които години са живели и работили в големите градове се завръщат и съживяват селото. Последните два факта могат да доведат до развитието на транспорта, пътната инфраструктура и водоснабдяването в района.

## Религии
Повечето жители са православни християни. Храмовият празник е на 8 септември. В ромската махала има застъпници на Църква на адвентистите от седмия ден.

## Обществени институции
- Кметство, читалня.

- Има частно кафе и магазин на Мирковската кооперация, които се зареждат редовно с хранителни и основни промишлени продукти. Когато не работи магазинът, работи кафето.
- Имало е основно училище, чиято сграда вече не съществува.

## Културни и природни забележителности
- Паметник на падналите през войните жители на селото.
- Църква „Рождество на Пресвета Богородица“, построена през 2002 година, изписвана по православния канон от художника Йордан Шентов. Няма свещеник, който да извършва канонични богослужения.
- Неразработено от археолозите неолитно селище.
- Останки от римски крепости.
- Параклис, църква и навеси, оформящи вече комплекса „Свети Дух“.
- Издигнат е паметник на гроба на ген. Каталей – загинал през Руско-турската освободителна война.

## Редовни събития
- Веднъж в годината, на първата събота след църковния празник „Св. Дух“, цялото село се събира на курбан за здраве, в манастира над селото, носещ същото име и с реставриран и зографисан параклис и новопостроен голям навес с пейки и дълги маси. На този ден селото оживява, в него се връщат малки и големи, от близо и далеч. Към същия комплекс е изграден по-голям православен храм, който е вече осветен.
- Отбелязват се традиционните празници като Сирни заговезни – с голяма клада за прескачане и прогонване на злите духове на зимата, Коледа – с жива музика на площада.

## Други
- Селото има работещо улично осветление, както и канализация. Минават маршрутките от Петрич и Смолско в направление Пирдоп. Има автобуси до София, но общественият транспорт е проблем. Всеки ден има 5 влака в посока от и към София.
- В центъра на общината, Мирково, има основно училище и детска градина, както и много добре снабдявани и обслужвани магазинчета – хранителни стоки, текстил и козметика, железария и строителни материали. В Мирково има банкомат, аптека и здравна служба, ресторант, кафенета, хотел.
- Проблем е и водоснабдяването през август.

- На мястото на стария рекиджийник вече има нова ловна хижа за дружинката на селото

## Кухня
- В дворните градини се отглеждат зеленчуци, картофи. Кухня – салати, печени ястия, ароматни подправки. Намаленият брой добитък променя значително традиционните ястия в региона. Баниците и другите ястия с лапад, както и модерното замразяване на бланшираните му листа са вече традиция.